# Old Mutual

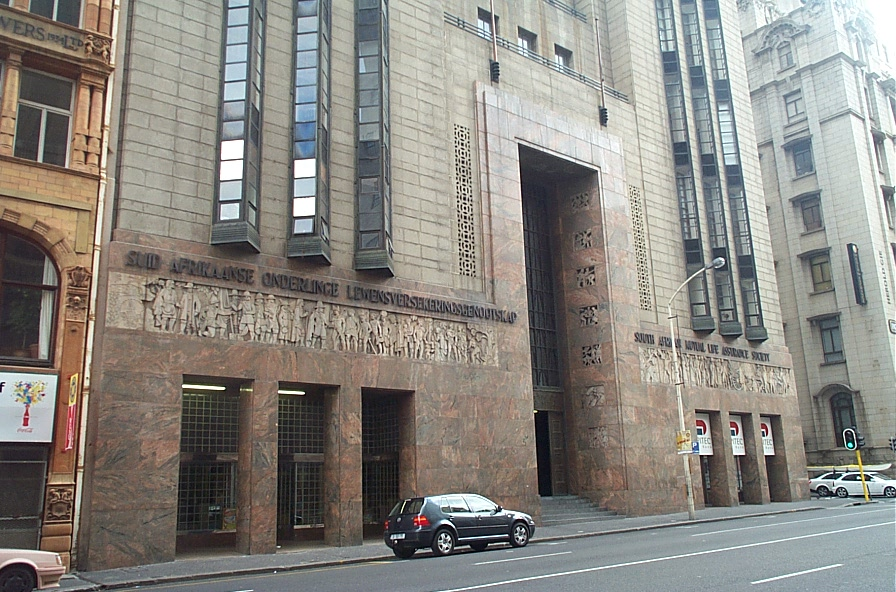
Old Mutuals huvudkontor.

Old Mutual plc är ett internationellt försäkringsbolag. 
Old Mutual grundades 1845 i Sydafrika men är i dag ett brittisk-registrerat företag med huvudkontor i London. De är främst verksamma i Sydafrika, Storbritannien och USA men har sedan förvärvet av den svenska försäkringskoncernen Skandia även skapat sig en stark marknadsposition på den europeiska kontinenten. Old Mutual är listat på London Stock Exchange och sydafrikanska JSE Securities Exchange där det är det i särklass största finansbolaget. Efter förvärvet av Skandia är OM även noterat på Stockholmsbörsen.
År 2000 betalade Old Mutual 1,46 miljarder dollar för United Asset Management (UAM) i Boston, USA. Även om UAM vid köptillfället var allvarligt skuldsatt lyckades Old Mutual genom hårdhänta omstruktureringar i företaget utnyttja det till att etablera sig på den amerikanska marknaden med en för Old Mutual helt ny kompetenspool.
Sommaren 2005 lade Old Mutual ett bud värt 6,5 miljarder USA-dollar på Skandia. Många aktieägare och stora delar av styrelsen var negativa till ett uppköp och budet betraktades därför som fientligt. På grund av det hårda motståndet lyckades man bara ta kontrollen över 72,3 procent av aktierna genom budet, men Old Mutual fortsatte att dammsuga börsen på Skandiaaktier och vintern 2006 hade man lyckats uppnå de nödvändiga 90 procenten av aktierna för att kunna tvinga de återstående 10 procenten att sälja sina andelar. Den 21 februari 2006 avgick den gamla styrelsen, som motsatt sig samgåendet, och 23 mars ansökte Old Mutual om att Skandia skulle tas ut från Stockholmsbörsen. Sista dagen för handel i Skandia-aktien i Stockholm var 5 juni 2006. 
Den 21 mars 2012 förvärvar Skandia Liv hela kvarstående Skandia AB från sydafrikanska Old Mutual för 22,5 miljarder kronor.